# Frédéric Godefroy
Frédéric-Eugène Godefroy (* 13. Februar 1826 in Paris; † 30. September 1897 in Lestelle-Bétharram, Département Pyrénées-Atlantiques) war ein französischer Philologe, Lexikograph und Journalist.

## Leben
Godefroy entstammte einer bürgerlichen Pariser Familie. Seine Schulbildung erhielt er im Priester-Seminar von Saint-Nicolas-du-Chardonnet in Paris, dessen späterer Leiter Félix Dupanloup wurde. Nach dem Studium in einem christlichen Institut der Lasalliens (Frères des Écoles chrétiennes) unterrichtete er Literatur im freien Lehrberuf.
Sein Interesse galt der Geschichte und der Sprache. Durch die Veröffentlichungen einer französischen Literaturgeschichte (Histoire de la littérature française, 1860) und eines Sprachlexikons (Lexique comparé de la langue de Corneille et de la langue du XVIIe siècle en général) in zwei Bänden (1862) machte er sich in Fachkreisen einen Namen. Mit einem staatlichen Auftrag versehen, forschte er in den europäischen Bibliotheken. Das Ergebnis war ein Wörterbuch des Altfranzösischen und seiner Dialekte (Dictionnaire de l’ancienne langue française et de tous ses dialectes du IXe au XVe siècle). Dieses Werk sicherte ihm dauerhafte Bekanntheit. 
Als gläubiger Katholik schrieb er für katholische Zeitungen wie La Patrie, L’Univers, Le Correspondant, La Revue du monde catholique. Seine stark konservativen Ansichten verhinderten allerdings zu seiner Zeit eine Anerkennung in der breiten Öffentlichkeit.

## Werke
- Histoire de la littérature française depuis le XVIe siècle jusqu’à nos jours, 1859–1863
- Lexique comparée de la langue de Corneille et de la langue du XVIIe siècle en général, 1862
- Morceaux choisis des prosateurs et poètes français des XVIIe, XVIIIe et XIXe siècles, 1872
- L’Instrument de la revanche. Études sur les principaux collèges chrétiens, 3 vol., 1872
- Morceaux choisis des prosateurs et poètes français du IXe au XVIe siècle, gradués en cinq cours
- Histoire de la littérature française, depuis le XVIe siècle jusqu'à nos jours, 3 vol., 1859–63 ; suivis de 12 autres volumes jusqu’en 1882.
- La Mission de Jeanne d’Arc, 1878
- Dictionnaire de l’ancienne langue française et de tous ses dialectes du IXe au XVe siècles, 10 Bde., 1881–1902
- Réponse à quelques attaques contre le Dictionnaire de l'ancienne langue française, 1890